# Наско Сираков
Наско Петков Сираков е бивш български футболист, играл предимно като централен нападател, изпълнителен директор на ПФК Левски от 1999 до 2008 г. От 2 юни 2020 г. става собственик и главен мажоритарен акционер на ПФК Левски (София).
Роден е на 26 април 1962 г. в Стара Загора.
Сираков е играчът с най-много голове в историята на Левски – 165.

## Състезателна кариера

### Стил на игра
Играе като нападател, притежава отличен удар с двата крака и особено с глава. Висок е 186 см и тежи 82 кг. Истински лидер на отбора, типичен голмайстор. Един от най-добрите футболисти в България през 80-те и 90-те години.

### Клубни отбори
През 1991 се връща в Левски и става голмайстор на А група с 26 гола, но „сините“ остават на второ място в класирането. В 1992 преминава във френския Ланс, но там остава само половин сезон, след което се връща в Левски. През 1994 Наско става капитан на отбора. Вкарва 30 гола в шампионата, което отново го прави голмайстор на първенството. През 1994/95 е с основен принос за титлата на Левски, вкарвайки 12 гола в 10 срещи. На полусезона преминава в Ботев (Пловдив). През 1995 е взет в Славия със свободен трансфер. Сираков става голямата звезда на „белите“ и ги извежда до дубъл – титла и национална купа. През 1997 става играещ треньор на Славия.
За родния си Левски има 205 мача и 165 гола – рекорд за клуба. За Славия – 36 мача и 19 гола, за Хасково – 35 мача и 8 гола и за Ботев (Пловдив) – 18 мача и 4 гола.
Има общо 294 мача и 196 гола в А група – трето постижение в историята след Петър Жеков и Мартин Камбуров.
Шампион на България през 1984, 1985, 1988, 1993 и 1994 с Левски и през 1996 г. със Славия. Носител на купата на страната през 1984, 1986, 1992 и 1994 с Левски и през 1996 г. със Славия. Носител на Купата на Съветската армия (в неофициалния турнир) през 1984, 1987 и 1988 г. с Левски. Голмайстор на А група с отбора на Левски през 1987 с 36 гола (Бронзова обувка), 1988 с 28 гола, 1992 с 26 гола и 1994 г. с 30 гола.

### Национален отбор
Играл е 82 мача в националния отбор и е отбелязал 23 гола. Дебютира на 7 август 1983 г. срещу Алжир – 3:2. Последният му мач е на 13 юни 1996 г. срещу Румъния – 1:0, в Нюкасъл на ЕП-96.
Участва на две Световни първенства по футбол:
- СП-86, където България достига до осминафинал. Автор е на изравнителния гол в мача на откриването срещу световния шампион Италия – 1:1. Играе и в 4-те мача.
- СП-94, където България постига най-големият си успех на световни първенства – четвърто място, а Сираков е автор на един гол срещу Аржентина при победата с 2:0 в мач от груповата фаза и изработва дузпата за почетния гол на полуфинала срещу Италия – 1:2, както и една дузпа в мача срещу Гърция, завършил 4:0. Играе и в 7-те мача.
- Вторият български футболист вкарвал гол на две световни първенства (Мексико'86 и САЩ'94). И двата с глава. Другият футболист с това постижение е Христо Бонев с голове на мондиалите през 1970 и 1974.

- Участник е и на Европейското първенство по футбол през 1996 г. в Англия, играе в 1 мач.

- В евротурнирите за Левски е изиграл 23 мача и е вкарал 10 гола (6 мача и 3 гола за КЕШ, 9 мача и 5 гола за КНК и 8 мача и 2 гола за купата на УЕФА.
- Мачовете на Наско за България:
- 1.07.08.1983-Алжир-България 2 – 3
- 2.31.08.1983-Гърция-отбор на лигата-България 2 – 3
- 3.07.09.1983-Норвегия-България 1 – 2 Първи гол за националния отбор
- 4.16.11.1983-България-Уелс 1 – 0
- 5.21.12.1983-Югославия-България 3 – 2
- 6.08.06.1984-Дания-България 1 – 1
- 7.21.11.1984-Франция-България 1 – 0
- 8.05.12.1984-България-Франция 4 – 0 1 гол
- 9.05.02.1985-Швейцария-България 0 – 1
- 10.06.02.1985-Полша-България 2 – 2
- 11.06.04.1985-България-ГДР 1 – 0
- 12.17.04.1985-ФРГ-България 4 – 1
- 13.02.05.1985-България-Франция 2 – 0 1 гол
- 14.01.06.1985-България-Югославия 2 – 1
- 15.19.02.1986-Мароко-България 0 – 0
- 16.09.04.1986-България-Дания 3 – 0 2 гола
- 17.23.04.1986-Белгия-България 2 – 0
- 18.30.04.1986-България-КНДР 3 – 0
- 19.31.05.1986-Италия-България 1 – 1 Световно п-во откриване 1 гол
- 20.05.06.1986-България-Р.Корея 1 – 1 Световно п-во
- 21.10.06.1986-Аржентина-България 2 – 0 Световно п-во
- 22.15.06.1986-Мексико-България 2 – 0 Световно п-во
- 23.10.09.1986-Шотландия-България 0 – 0
- 24.29.10.1986-Тунис-България 3 – 3 2 гола
- 25.19.11.1986-Белгия-България 1 – 1
- 26.01.04.1987-България-Ейре 1 – 0
- 27.30.04.1987-Люксембург-България 1 – 4 1 гол
- 28.20.05.1987-България-Люксембург 3 – 0 1 гол
- 29.23.09.1987-България-Белгия 2 – 0 1 гол
- 30.14.10.1987-Ейре-България 2 – 0

## Статистика по сезони
| Сезон              | Отбор           | Мачове  | Голове  | Отборни титли                                              | Индивидуални награди            |
| ------------------ | --------------- | ------- | ------- | ---------------------------------------------------------- | ------------------------------- |
| 1997/98 г.         | Славия          | 1       | 0       |                                                            |                                 |
| 1996/97 г.         | Славия          | 12      | 3       |                                                            |                                 |
| 1995/96 г.         | Славия          | 23      | 16      | шампион, носител на купата                                 |                                 |
| есен 1995 г.       | Ботев (Пловдив) | 3       | 0       |                                                            |                                 |
| пролет 1995 г.     | Ботев (Пловдив) | 15      | 4       |                                                            |                                 |
| есен 1994 г.       | Левски          | 10      | 12      |                                                            |                                 |
| 1993/94 г.         | Левски          | 26      | 30      | шампион, носител на купата                                 | голмайстор на А група (30 гола) |
| пролет 1993 г.     | Левски          | 11      | 9       | шампион                                                    |                                 |
| есен 1992 г.       | Ланс            | 11      | 3       |                                                            |                                 |
| 1991/92 г.         | Левски          | 27      | 25      | носител на купата                                          | голмайстор на А група (26 гола) |
| 1990/91 г.         | Еспаньол        | 24      | 3       |                                                            |                                 |
| 1989/90 г.         | Реал (Сарагоса) | 29      | 7       |                                                            |                                 |
| 1988/89 г.         | Реал (Сарагоса) | 12      | 3       |                                                            |                                 |
| 1987/88 г.         | Левски          | 30      | 28      | шампион, носител на Купата на Съветската Армия             | голмайстор на А група (28 гола) |
| 1986/87 г.         | Левски          | 27      | 36      | носител на Купата на Съветската Армия                      | „Бронзова обувка“ (36 гола)     |
| 1985/86 г.         | Левски          | 11      | 4       | носител на купата                                          |                                 |
| 1984/85 г.         | Левски          | 19      | 15      | шампион                                                    |                                 |
| 1983/84 г.         | Левски          | 17      | 2       | шампион, носител на купата и на Купата на Съветската Армия |                                 |
| 1982/83 г.         | Левски          | 24      | 4       |                                                            |                                 |
| есен 1982 г.       | Хасково         | 5       | 0       |                                                            |                                 |
| 1981/82 г.         | Хасково         | 30      | 8       |                                                            |                                 |
| 1980/81 г.         | Спартак (Варна) | 21      | 4       |                                                            |                                 |
| пролет 1980 г.     | Левски          | 3       | 0       |                                                            |                                 |
| от 1975 до 1979 г. | Левски          | (юноша) | (юноша) |                                                            |                                 |

## Успехи

### Отборни
Левски (София)
- А група (5): 1983/84, 1984/85, 1987/88, 1992/93, 1993/94
- Купа на Съветската армия (3): 1984, 1987, 1988
- Купа на България (4): 1984, 1986, 1992, 1994

Славия (София)
- А група (1): 1995/96
- Купа на България (1): 1996

### Индивидуални
- Голмайстор на А група (4): 1987 (36 гола), 1988 (28 гола), 1992 (26 гола), 1994 (30 гола)

## Треньор и ръководител
От 1996 до 1998 г. е помощник-треньор на националния отбор на България, с който е на СП-98. Треньор на Славия през 1997 г. От 1999 до април 2003 и от април 2004 г. е изпълнителен директор на Левски (София).От 2 юни 2020 г.е собственик и главен акционер на ПФК Левски (София).

## Личен живот
Женен е за Илиана Раева – състезателка и треньорка по художествена гимнастика. Имат две дъщери.